# Leone Pancaldi
Leone Pancaldi (Bologna, 1915 – Bologna, 1995) è stato un pittore e architetto italiano.

## Biografia

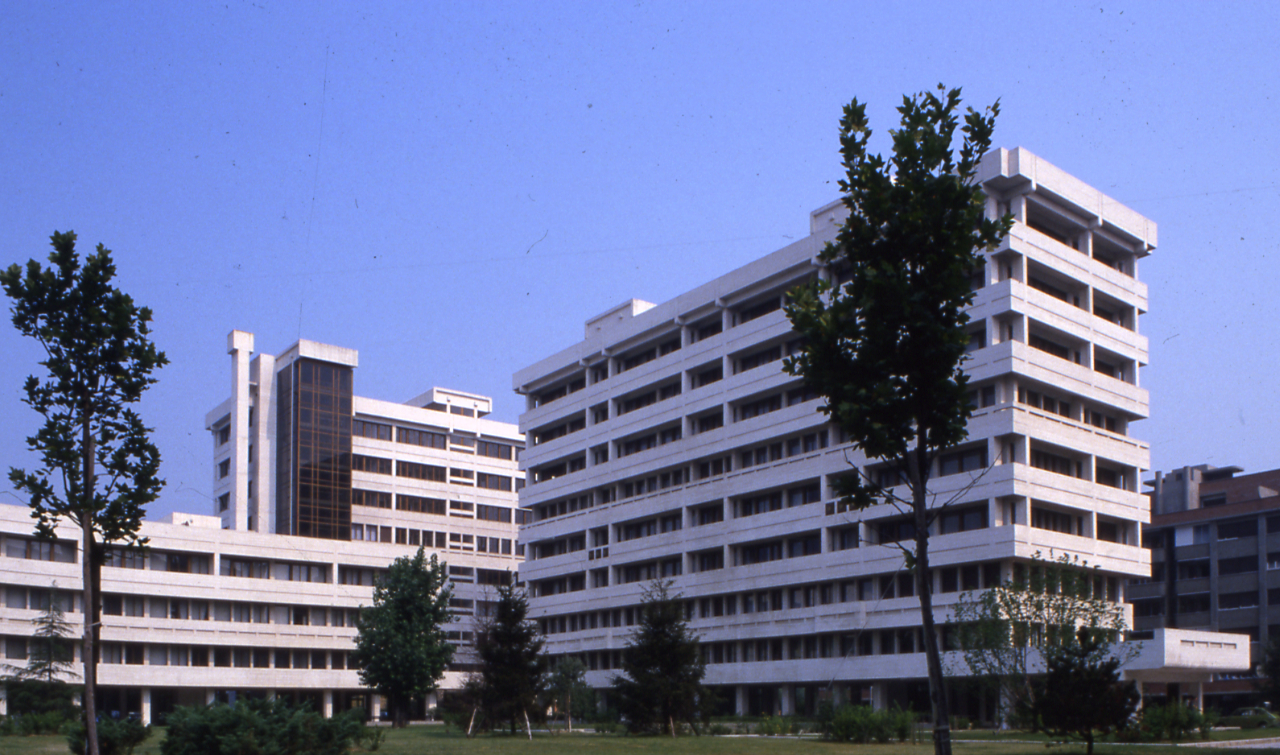
L'ex palazzo della Regione Emilia-Romagna (foto di Paolo Monti)

Nato a Bologna nel 1915, Leone Pancaldi  si è diplomato all'Accademia di Belle Arti della città e laureato in Architettura a Firenze.
In veste di architetto, Pancaldi è noto per la sistemazione della Pinacoteca nazionale di Bologna, l'allestimento delle Biennali d'Arte e la realizzazione di alcuni importanti edifici pubblici, quali la prima Galleria d'arte moderna (GAM) in zona Fiera e il Palazzo della Regione in viale Silvani a Bologna.
Come pittore ha partecipato alle Biennali di Venezia del 1956 e del 1964. Ha lasciato oltre trecento opere e un ricco archivio di disegni e progetti.
Parte delle opere esposte in Regione sono state presentate nel 2015 alla mostra "Leone Pancaldi architetto pittore", allestita nell'aula magna dell'Accademia di Belle Arti. Nel 2019 una nuova mostra dedicata alla pittura di Pancaldi è stata inaugurata presso la sede della Regione Emilia-Romagna.